# Potencija Pinkauskaitė
Potencija Pinkauskaitė (ur. 22 sierpnia 1897 w Janiszkach, zm. 9 kwietnia 1984 w Wilnie) – litewska aktorka teatralna.

## Biografia
Potencija Pinkauskaitė urodziła się w 1897 r. w Janiszkach, w okręgu szawelskim. Od 1913 r. brała udział w działalności Litewskiego Towarzystwa Dobroczynności i Towarzystwa „Kanklių” w Rydze. W 1920 roku powróciła na Litwę. W latach 1920–1922 uczyła się w prywatnej szkole aktorskiej Antanasa Sutkusa w Kownie, w latach 1921–1923 uczęszczała do szkoły baletowej Olgi Dubeneckienej.
W latach 1920–1925 grała w prywatnym teatrze „Wilkołak” i Teatrze Narodowym, w latach 1925-1931 w Teatrze Państwowym w Kłajpedzie. W latach 1931-1959 była aktorką w Teatrze Dramatycznym w Szawlach, z przerwą w latach 1935-1939, kiedy pracowała w Teatrze Państwowym w Kłajpedzie. Wystąpiła w około 2000 przedstawień. Od 1959 do 1970 r. uczyła czytania ekspresywnego w Instytucie Pedagogicznym w Szawlach. W 1974 r. zamieszkała w Kownie. Ostatnie lata życia spędziła w Wilnie.

## Nagrody i wyróżnienia
- Krzyż Oficerski Orderu Wielkiego Księcia Litewskiego Giedymina (1939)[1][5]
- Zasłużony Artysta Litewskiej SRR (1956)[2]
- Odznaczona Orderem „Znak Honoru”[2]

## Upamiętnienie
- W 1994 r. ukazał się zbiór wspomnień Sakmė apie aktorę w opracowaniu R. Vaitiekūnasa[2][5].
- W 1995 r. odsłonięto tablicę pamiątkową na budynku, przy ulicy Wileńskiej, w Szawlach, w którym mieszkała w latach 1954–1974 oraz popiersie wykonane przez rzeźbiarza Aloyzasa Toleikisa[2][5].
- Teatr Dramatyczny w Szawlach ustanowił nagrodę, przyznawaną aktorom, im. Potenciji Pinkauskaitė[2][5].

## Wybrane role
Najważniejsze role:
- 1929: Šarūnas, książę Dainavy, Vincas Krėvė-Mickevičius, rola: Kindė
- 1935: Maria Stuart, Friedrich Schiller, rola: Elżbieta
- 1935: Pūsk, vėjeli!, Janis Rainis, rola: Motina
- 1936: Nadzieja, Herman Heijermans, rola: Kniertie
- 1953: Eugenia Grandet, Honoré de Balzac, rola: Eugenia Grandet
- 1953: Pinigėliai, Sofija Kymantaitė-Čiurlionienė, rola: Normantienė
- 1956: Wassa Żeleznowa, Maksim Gorki, rola: Wassa